# Mwatishi (Masaiti)
Mwatishi è un ward dello Zambia, parte della Provincia di Copperbelt e del Distretto di Masaiti.